# Písařova Vesce
Písařova Vesce (německy Albersdorf) je malá vesnice, část obce Lesná v okrese Tachov v Plzeňském kraji. Nachází se asi 2,5 kilometru severovýchodně od Lesné. Písařova Vesce je také název katastrálního území o rozloze 7,21 km².
Nachází se na západním úpatí vrchu Rozsocha za Studánkou ve směru od Tachova. Leží v údolí Lužního potoka v nadmořské výšce 635 metrů. V údolí pod obcí nechal po roce 1623 J. F. Husmann založit velký rybník, který usnadňoval plavení dřeva do Tachova. V roce 1871 se hráz protrhla a způsobila v Tachově velkou povodeň, jejíž důsledky byly řešeny až před vídeňskou vrchností. Dnes má ves poměrně prořídlou zástavbu podél silnice na Lesnou ve tvaru S. Ve vesnici stávala na návsi kaple, která zanikla po roce 1945.

## Historie
První písemná zmínka o vesnici pochází z roku 1556.
Pod německým jménem je ves poprvé zmiňována k roku 1422.[zdroj?] Náležela mezi chodské pohraniční vsi. V roce 1528 měla 24 dvorů, před druhou světovou válkou 76 domů s 367 osadníky.
Dne 25. dubna 1945 u vesnice nouzově přistál protiletadlovou obranou poškozený bombardér B-17. Většina posádky letoun opustila na padácích a oba piloti se po přistání ukryli v blízkém lese, takže se 6. května 1945 mohli vrátit zpět do Anglie. Torzo letadla odvezla československá armáda v padesátých letech dvacátého století.
Po válce byla původně německá vesnice Albersdorf přejmenována na Písařovu Vesci, veškeré německé obyvatelstvo bylo vysídleno. Objekty chalup byly vyrabovány včetně budovy bývalé školy, několik domů ve vsi bylo demontováno a odvezeno na Slovensko, některé byly zbořeny. V dalších letech pak zbylé chalupy sloužily nějaký čas jako domy pro rodiny lidí pracujících pro Státní statky Tachov, posléze postupně od šedesátých let dvacátého století většina chalup byla rozprodána jako rekreační objekty. V současnosti je převážně chalupářskou osadou.

## Obyvatelstvo
| Rok            | 1869 | 1880 | 1890 | 1900 | 1910 | 1921 | 1930 | 1950 | 1961 | 1970 | 1980 | 1991 | 2001 | 2011 | 2021 |
| -------------- | ---- | ---- | ---- | ---- | ---- | ---- | ---- | ---- | ---- | ---- | ---- | ---- | ---- | ---- | ---- |
| Počet obyvatel | 492  | 465  | 418  | 431  | 450  | 401  | 367  | 66   | 122  | 68   | 0    | 0    | 10   | 38   | 52   |
| Počet domů     | 62   | 67   | 67   | 70   | 72   | 73   | 76   | 76   | 76   | 15   | 0    | 0    | 4    | 17   | 19   |

## Obecní správa
Při sčítání lidu v letech 1850–1959 Písařova Vesce byla samostatnou obcí v okrese Tachov. Od roku 1960 je částí obce Lesná v okrese Tachov.

## Osobnosti
Ve vesnici se narodil Vítězslav Lederer, jeden z židovských uprchlíků z koncentračního tábora Auschwitz.

## Galerie

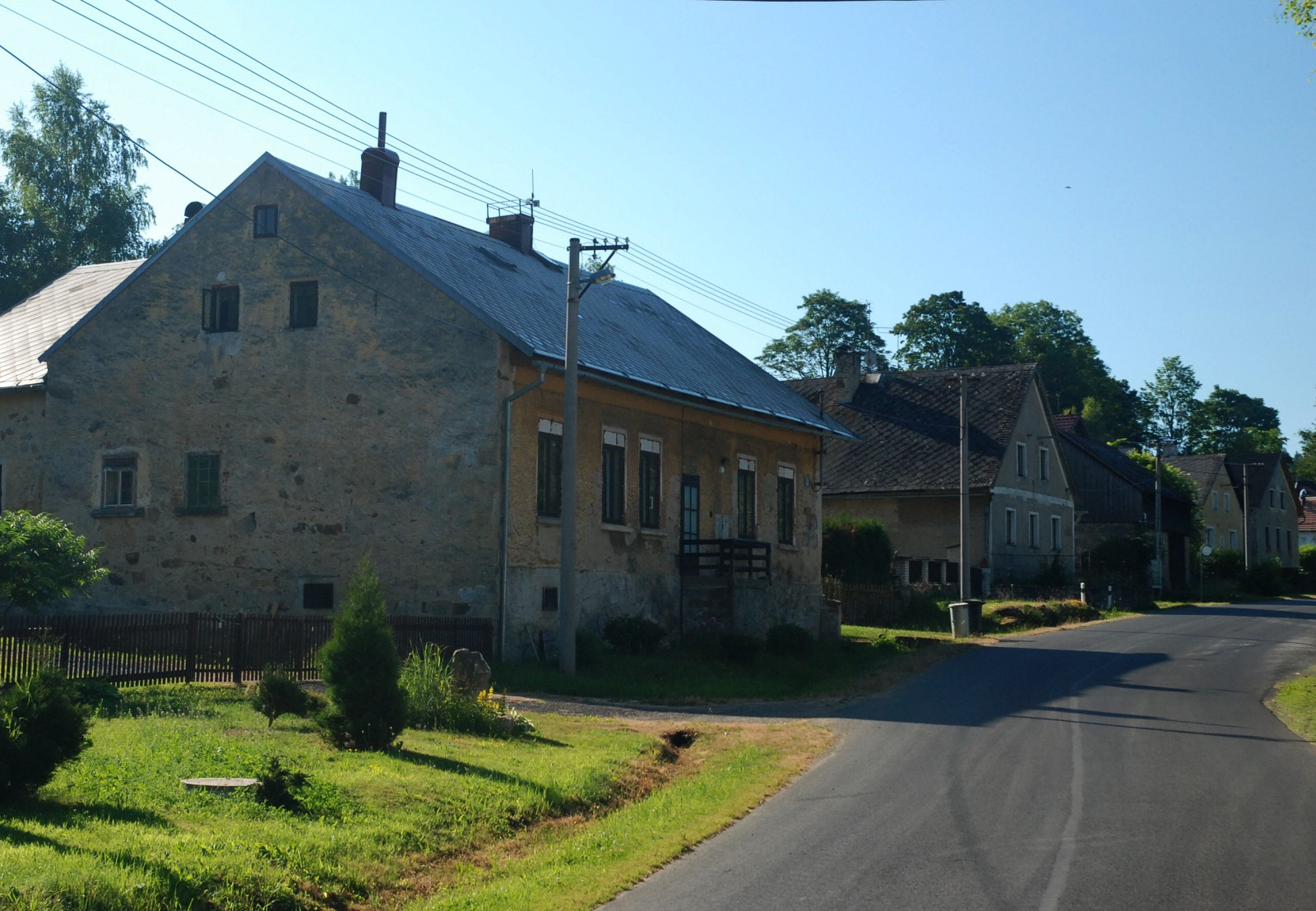
Silnice vedoucí obcí
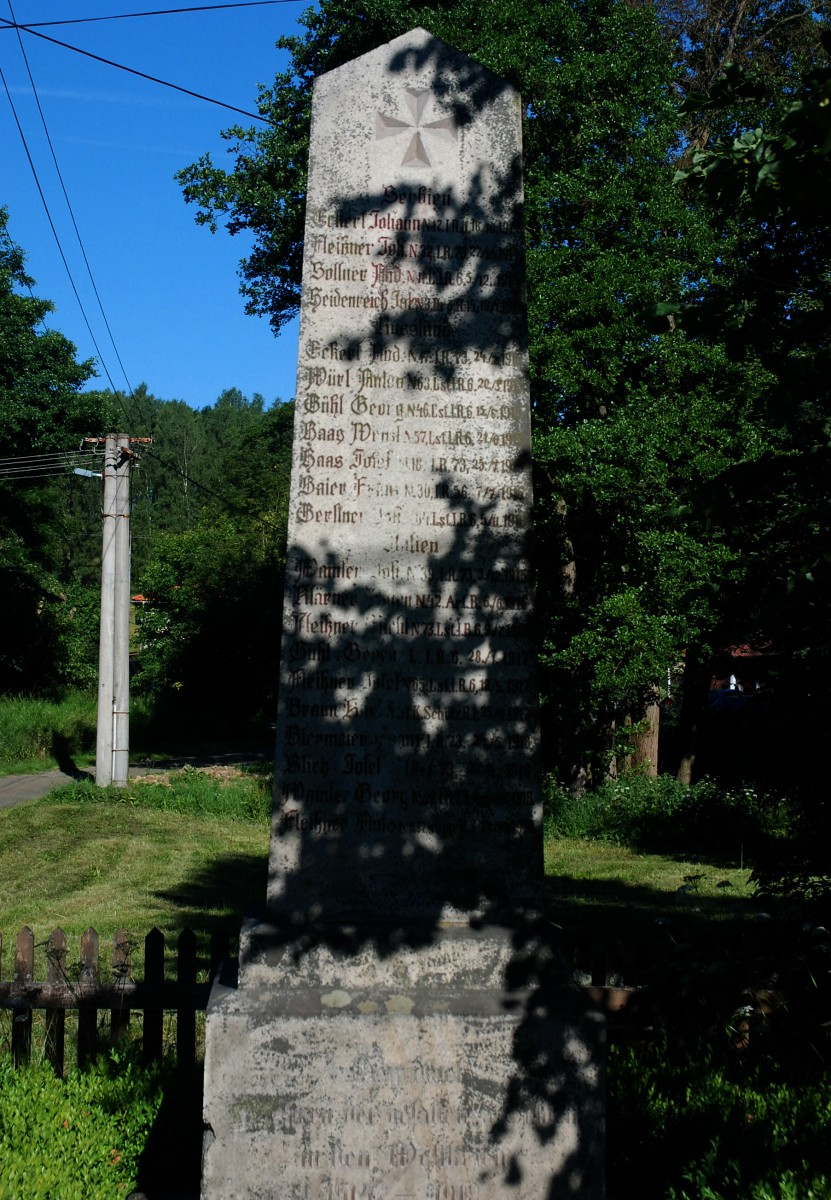
Detail pomníku padlým